# Åsö gymnasium
Åsö gymnasium var en kommunal gymnasieskola för 1 500 elever, belägen vid Blekingegatan 55 på Södermalm i Stockholm. Skolan ritades av arkitekt Paul Hedqvist och invigdes den 29 april 1968. Åsö grundskola ligger i delar av den gamla gymnasieskolan. Det är en 7-9 skola med 6 klasser i varje årskurs.

## Byggnadshistoria
Åsö gymnasium ritades, liksom intilliggande skatteskrapan (invigd 1959), av arkitekt Paul Hedqvist. Båda tillhör samma centrumplan för Södermalm där ambitionen var att skapa ett ”Åsötorg” mellan Åsögatan och Blekingegatan. Skolkomplexet gavs U-form med öppningen vänd not norr och skattehuset. Byggvolymen delades upp i ett antal parallella huskroppar i fem våningar som sammanlänkades genom en lägre förbindelsebyggnad. Mot Götgatan skapades plats för butiker i bottenvåningen. Fasaderna består av ljusgråa betongelement med frilagd ballast. Fönsterbröstningarna utgörs av gråblå plåt. I entrén finns målningar av konstnären Kajsa Holmstrand från 1982. Vid huvudentrén ovanför garaget finns en skulptural betongrelief av konstnären Per Olov Ultvedt. 
En intressant detalj är att två tunnelrör för Söderledstunneln redan på 1960-talet planerades och byggdes under skolan. I åtminstone ett av dessa tunnelrör fanns på 1970-talet en gymnastikhall. Det östra tunnelröret kom senare till användning för Söderleden.

## Bilder

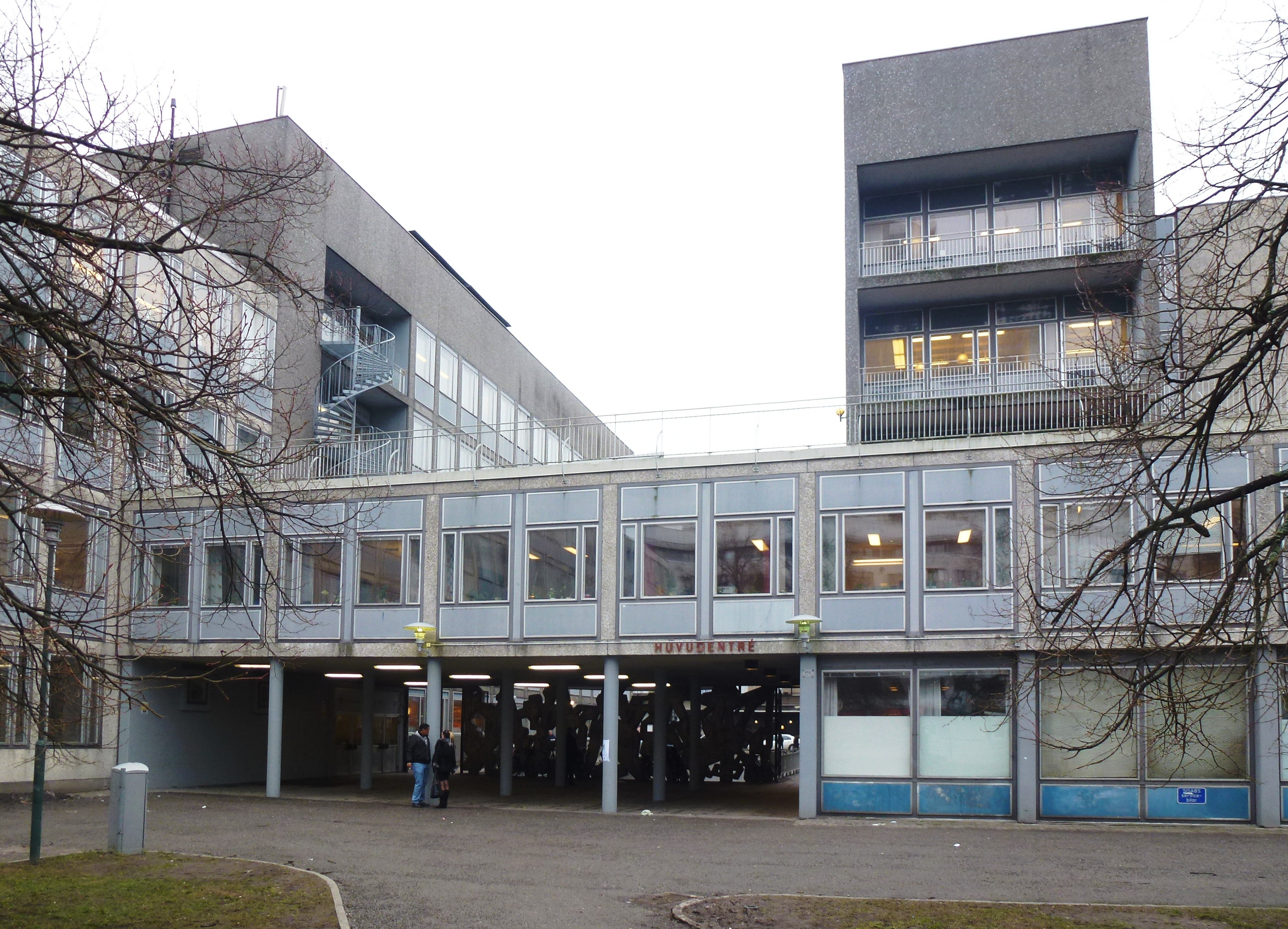
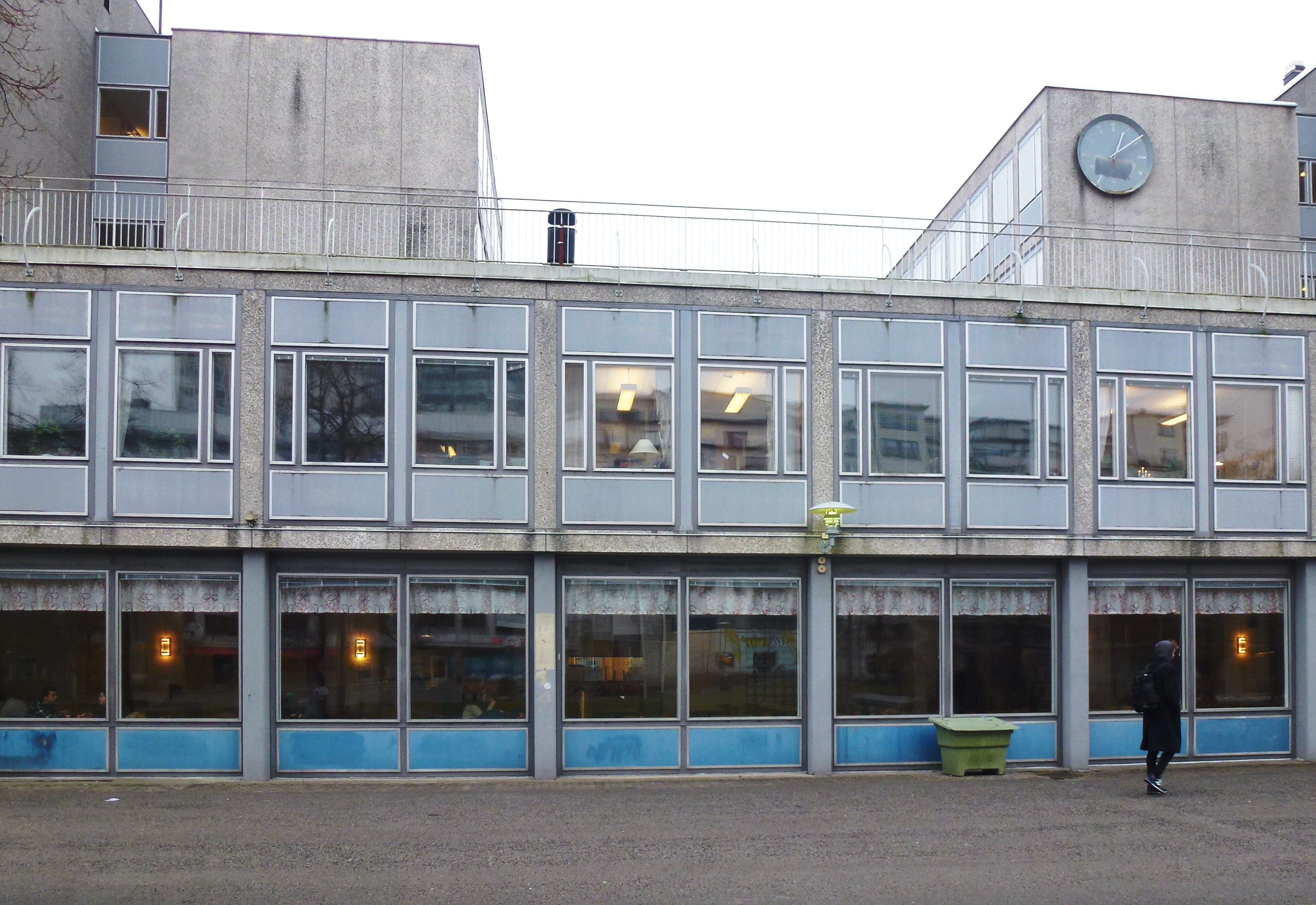
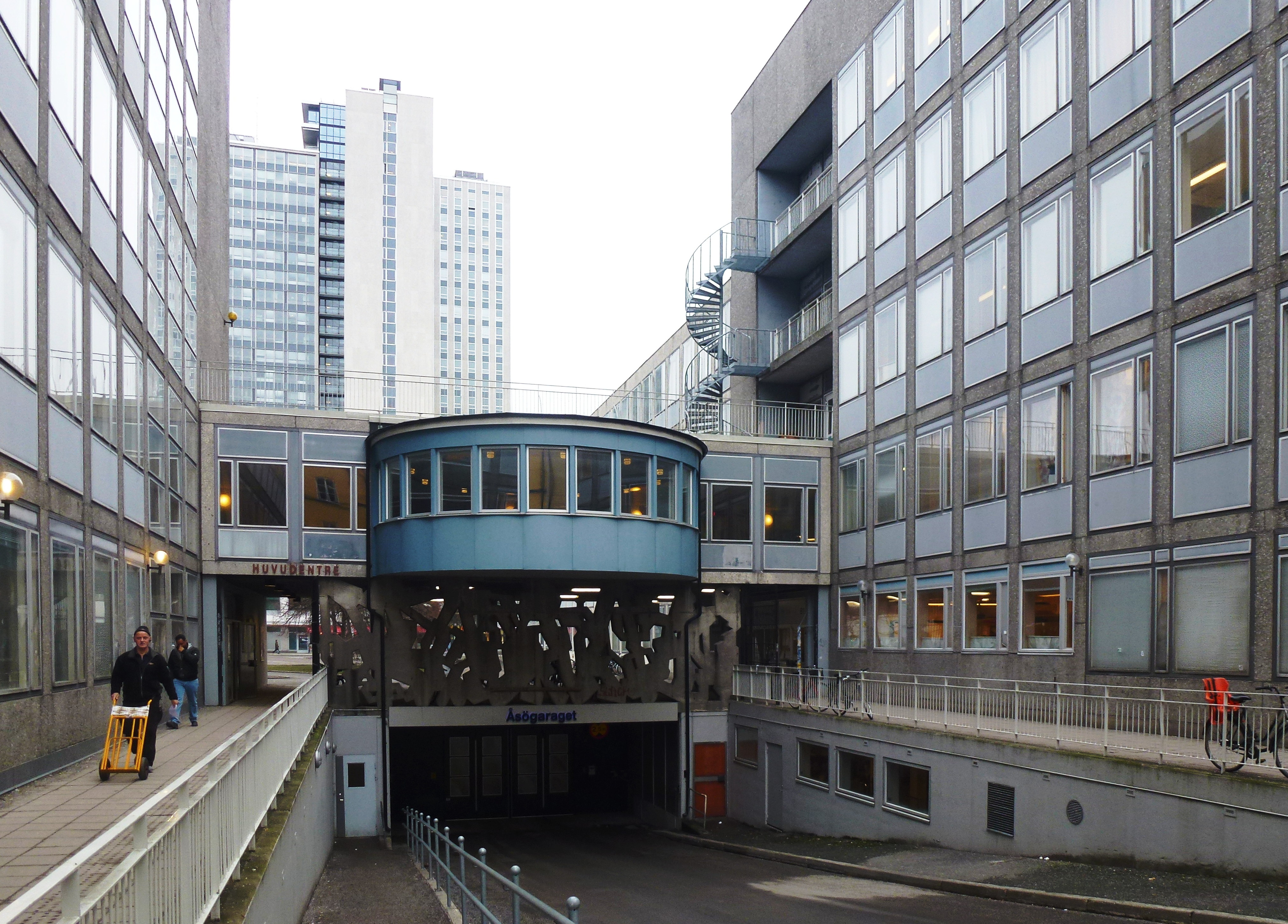
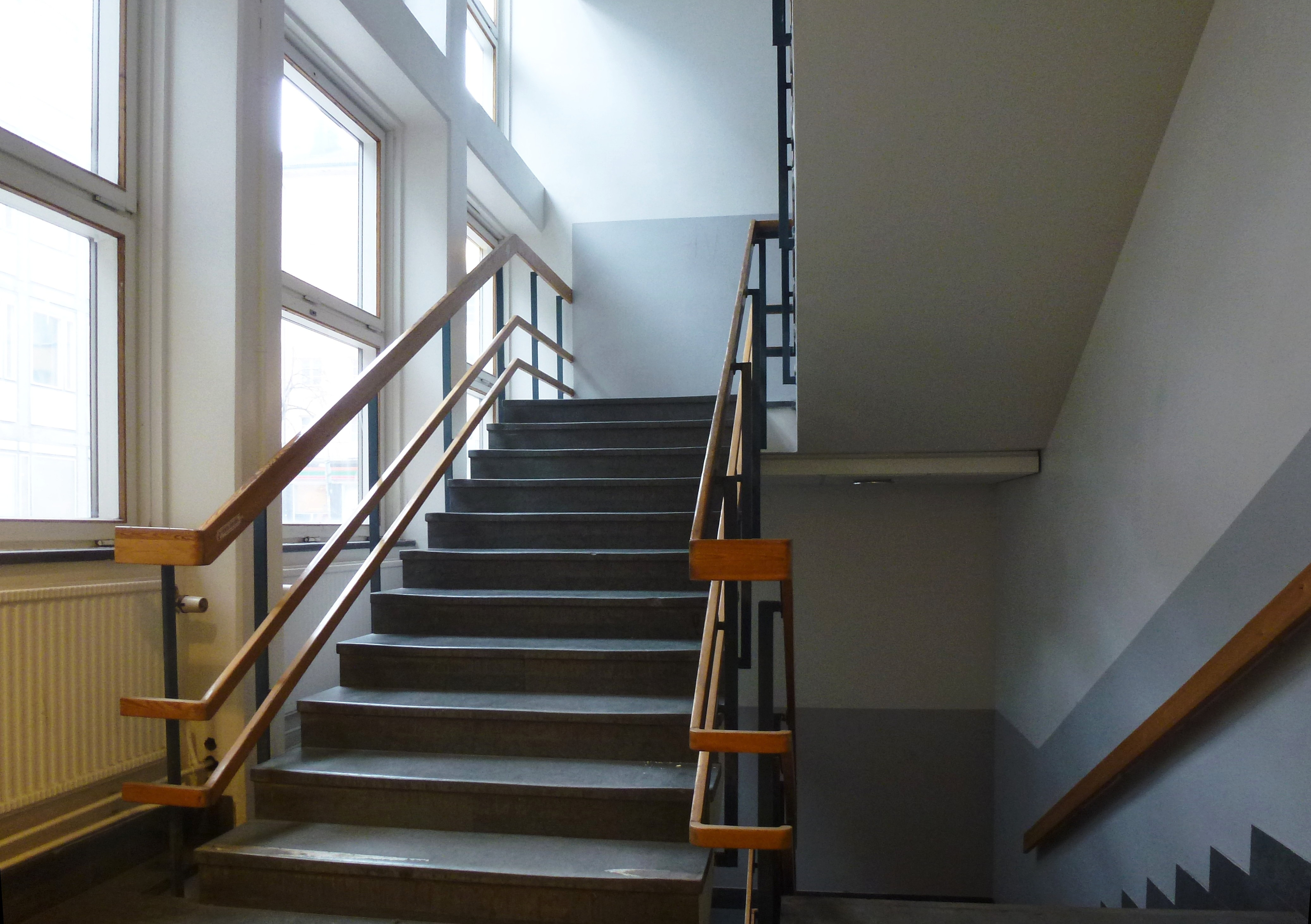

## Verksamhet

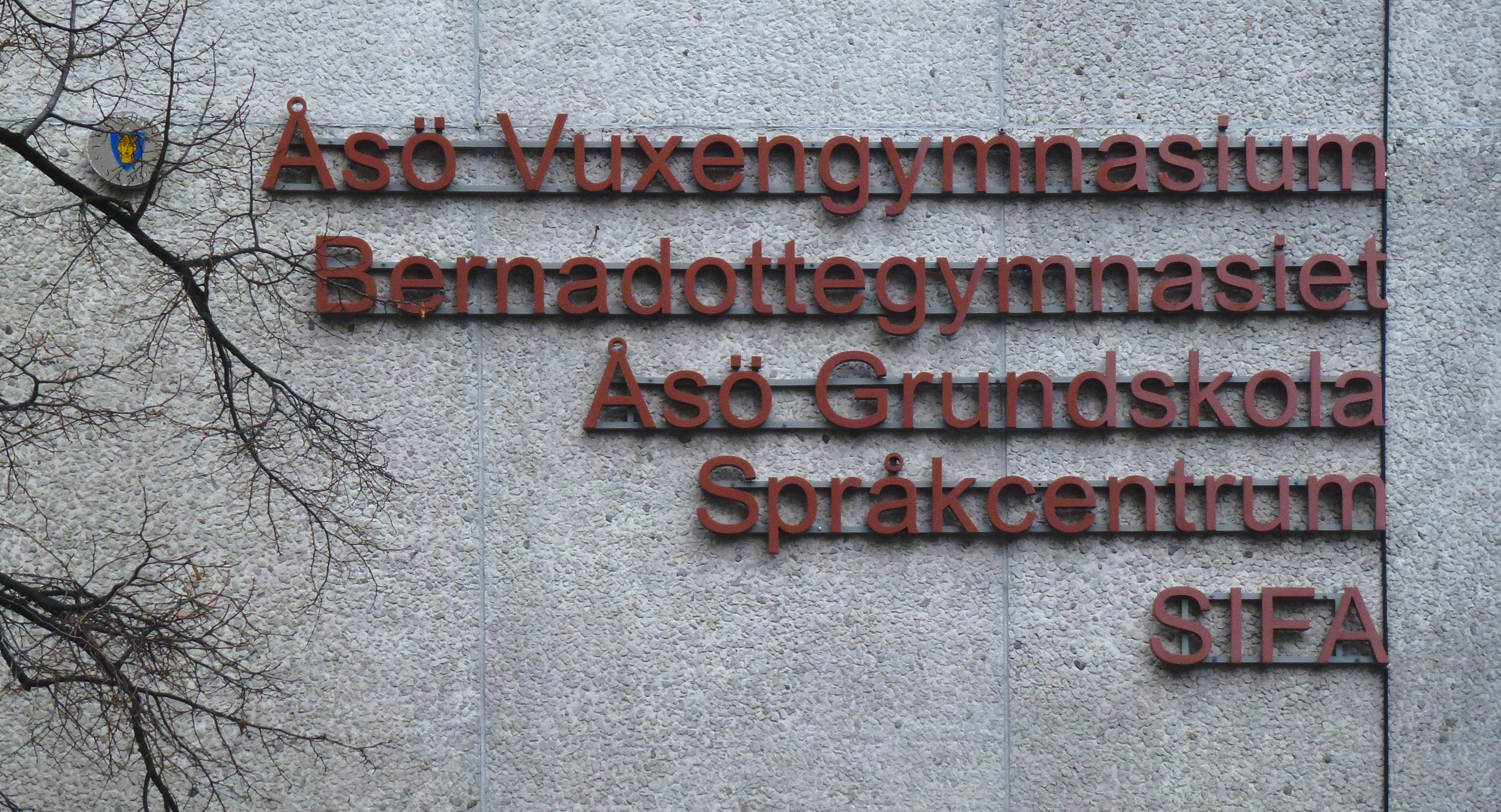
Nuvarande verksamheter, 2014.

Under åtminstone 1960-talet fanns i skolan ett fyraårigt tekniskt gymnasium, samt ett vuxengymnasium. Under en period kallades det tekniska gymnasiet Tekniska gymnasiet II (där Tekniska gymnasiet I var det tekniska gymnasiet vid Thorildsplans gymnasium och ett tredje tekniskt gymnasium fanns i före detta Vasa real). Åsö gymnasium upphörde i sin dåvarande inriktning mot ungdomar år 2002, men Åsö vuxengymnasium fortsatte i lokalerna med utökad verksamhet.
Åsö vuxengymnasium är i dag Stockholms största anordnare av kommunal vuxenutbildning (komvux) med omkring 6 000 studerande per år. Åsö vuxengymnasium har hand om alla särskilda prövningar inom Stockholms stad.
I dag finns förutom Åsö vuxengymnasium även Bernadottegymnasiet, Åsö grundskola, Språkcentrum och lokaler för SIFA inhysta i byggnaden.